# 胸いっぱい
「胸いっぱい」（むねいっぱい）は、GOING UNDER GROUNDのシングル。ビクターエンタテインメントのレーベルHAPPYHOUSEより2007年3月21日発売。

## 概要
メジャーデビュー後15枚目（通算18枚目）のシングルである。前作「VISTA/ハミングライフ」からおよそ10か月ぶりのシングルリリースとなった。
初回盤にはCD-EXTRAで、「胸いっぱい」のMVと、本作発売当時は音源としては未発売であった「parade」（後年、ベストアルバム『ALL TIME BEST〜20th STORY + LOVE + SONG〜』に「Parade」のタイトルで収録された）のライブ映像が収録されている。ジャケット写真撮影は2007年1月の早朝に多摩川の土手で行われ、「胸いっぱい」のMV撮影とともにメイキング映像がビクターの公式サイトで公開されていた。

## 収録曲
1. 胸いっぱい
（作詞・作曲：松本素生）
テレビ東京系「世界卓球2007」テーマソング。
MVのダンスの振付は西城秀樹「YOUNG MAN (Y.M.C.A.)」などで知られる一の宮はじめ。
2. ion
（作詞・作曲：松本素生）
映画『ハミングライフ』（窪田崇監督／2006年1月13日公開）オープニングテーマ（エンディングテーマは「ハミングライフ」）。

## 収録アルバム
胸いっぱい
- おやすみモンスター
- COMPLETE SINGLE COLLECTION 1998-2008

ion
- THE BOX - B-SIDE COLLECTIONに収録。